# Martin Blackley
Martin Blackley (* 9. April 1976; † 22. Mai 2002 in Achnasheen bei Inverness) war ein britischer Biathlet.
Martin Blackley gehörte dem 45. Kommando der Royal Marines an. 1996 begann er mit dem Biathlonsport. Auf Anhieb wurde er bei den Juniorenmeisterschaften Zweiter im Sprint und Dritter im Einzel. Im Jahr darauf wechselte er in den Erwachsenenbereich und gewann schon in seiner ersten Saison mit seiner Einheit den Titel bei den nationalen Meisterschaften im Staffelrennen. Zudem debütierte er 1997 im Biathlon-Europacup. Er hielt dieses internationale Level, ohne jedoch den Durchbruch in den Biathlon-Weltcup zu schaffen oder an internationalen Meisterschaften teilzunehmen. Für die Olympischen Winterspiele 2002 in Salt Lake City gehörte er zum Kreis der Kandidaten, musste jedoch seine Karriere noch 2001 wegen einer Verletzung beenden.
Martin Blackley starb 2002 im Alter von 26 Jahren bei einem Tauchunfall. Er ertrank in einem Becken einer Zuchtstation für Seepferdchen in der Nähe von Achnasheen, beim Versuch, dieses zu reinigen.